# Bloudan
Bloudan (in arabo بلودان‎?, Blūdān) è un villaggio siriano situato a 51 chilometri a nord-ovest di Damasco, nel Governatorato del Rif Dimashq; ha un'altitudine di circa 1500 metri. Nel censimento del 2004 dell'Ufficio centrale di statistica aveva una popolazione di 3.101 abitanti. La maggioranza degli abitanti sono cristiani greco-ortodossi e una minoranza significativa è costituita da musulmani sunniti e protestanti.
Bloudan è situata sulla cima di una collina che domina la pianura di Al-Zabadani ed è circondata da foreste montane. La sua temperatura moderata e bassa umidità d'estate attraggono visitatori da Damasco e da tutta la Siria; come destinazione turistica, è visitata da migliaia di persone ogni anno, principalmente arabi provenienti dal Libano e dagli Stati arabi del Golfo Persico. In inverno, Bloudan di solito è innevata e attira sciatori.

## Etimologia
JE Hanauer ha suggerito che il nome "Bloudan" potrebbe essere correlato alla divinità greco-romana Plutone, perché gli arabi di solito non usano la lettera "p". Tuttavia, ha anche ipotizzato che "Bludan" potrebbe derivare dal plurale di "Blota" nel dialetto Maaloula, che significa "distretto".

## Storia

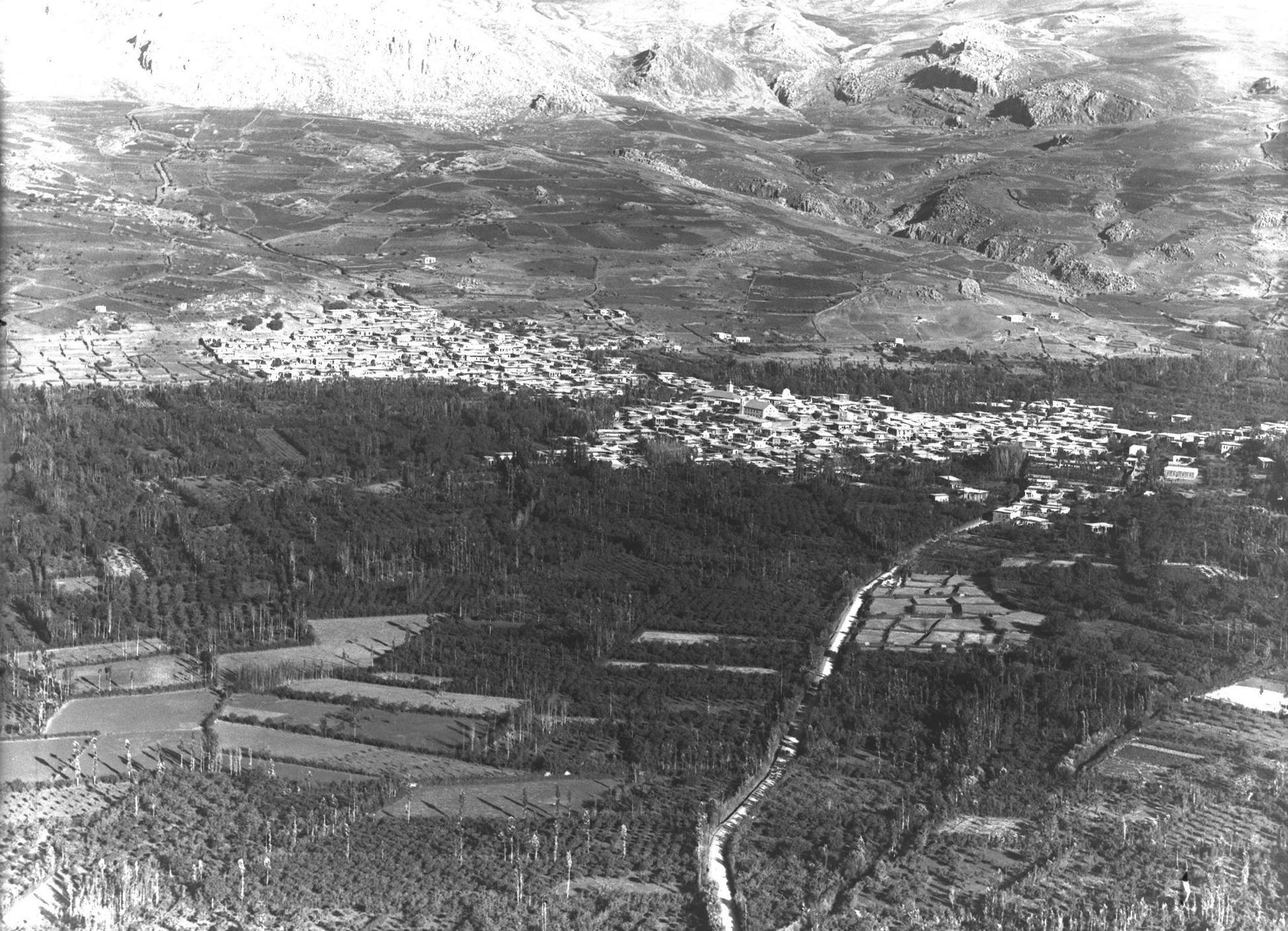
Veduta aerea di Bloudan e Al-Zabadani nel 1933.

Bloudan è un villaggio molto antico la cui storia risale all'epoca romana, come evidenziato dagli affreschi e dalle incisioni trovati nel sud di Bloudan. Resti di un antico monastero greco-ortodosso e della chiesa di San Giorgio si trovano anche sulle montagne dell'est di Bloudan. La valle di San Elia è una parte antica del villaggio.
Nel 1838, la popolazione era nota come greco-ortodossa, protestante e musulmana.
Nel 1909, J. E. Hanauer condivise osservazioni e storie da una visita a Bludan, notando le abitudini locali, le peculiarità linguistiche e l'impatto delle tradizioni religiose e culturali sulla vita quotidiana e sul paesaggio. Raccontò di aver scoperto le rovine di un convento bizantino vicino a Bludan, chiamato "Deir Mar Jirius", creduto essere stato distrutto nel tredicesimo secolo dopo Cristo, e condivise una leggenda locale sul santuario di "El 'Areija Om Esh-Sharif", o "la piccola madre zoppa dei cocci di terracotta", dove le donne rompono nuovi vasi come parte di un voto, una pratica che ipotizzava potesse derivare dall'antico culto della fertilità.
Il moderno Bloudan, costruito in cemento intonacato, ha in gran parte sostituito il villaggio greco-ortodosso costruito nei secoli XVIII e XIX.

## Cultura
Nel 1909, Hanauer documentò la sua visita a "El 'Areija Om Esh-Sharif", o "la Piccola Madre Zoppa dei Frammenti di Terracotta", un maqam (santuario) situato su un pendio ripido circa un miglio a sud di Bloudan. Il sito, caratterizzato da un'area terrazzata in pietra con cerchi di pietra parzialmente sepolti, prende il nome dagli scaglie sparse di nuovi vasi trovati lì, all'ombra di antiche querce. Hanauer notò che il sito funge da luogo di culto dove donne cristiane e musulmane provenienti dai villaggi circostanti rompono nuovi vasi per adempiere a voti, poiché le offerte di vecchi vasi non sono accettate. Documentò anche un racconto su un vaso che, secondo la leggenda, seguì una donna a casa perché non lo aveva rotto. Inoltre, Hanauer menzionò le processioni religiose annuali di primavera che includono questo sito e suggerì che il rituale della rottura dei vasi potesse derivare da antiche pratiche di culto della fertilità, probabilmente in onore di divinità come Mylitta o Astarte, con i vasi frantumati a simboleggiare sacrifici correlati.

## Clima
Bloudan ha un clima di tipo mediterraneo con estati relativamente fresche. Essendo situata a circa 1000 metri più in alto rispetto al centro della città di Damasco, Bloudan e gli altri insediamenti nelle sue vicinanze sono ambiti da coloro che desiderano sfuggire al clima arido e caldo della capitale. Le estati a Bloudan sono lunghe, secche e fresche, mentre la stagione invernale dura tre mesi con piogge intense e neve.